# Merano
Merano (italienskt uttal: [meˈraːno]
 ( lyssna), tyska: Meran [meˈʁaːn]
 ( lyssna), ladinska: Maran) är en stad och kommun i provinsen Sydtyrolen i regionen Trentino-Sydtyrolen i norra Italien. Kommunen har 41 404 invånare (2024), på en yta av 26,34 km². Enligt 2024 års folkräkning talar 51,37 % av befolkningen italienska, 48,26 % tyska och 0,37 % ladinska som modersmål.
Merano gränsar till kommunerna Algund, Burgstall, Hafling, Lana, Marling, Schenna, Tirol, Tscherms och Vöran.
Musikalen Chess utspelar sig i Merano.

## Orter
Orter (località) i kommunen Merano med fler än 20 invånare (inom parentes invånarantal 2021):

- Merano/Meran (36 514)
- Sinigo/Sinich (2 690)
- Weissplatter (77)
- Quarazze/Gratsch (124)